# نظير ناجي
نظير ناجي (بالإنجليزية: Nazir Naji)‏ هو صحفي باكستاني، ولد في سنة 1942 أو 1943.